# SNLS
SNLS, pour SuperNova Legacy Survey est un projet d'observation de supernovae lointaines destiné à mesurer via leur distance de luminosité l'histoire de l'expansion de l'Univers et par suite déduire certaines propriétés des différentes formes de matière le composant, notamment l'équation d'état de l'énergie noire.
Les observations du SNLS se font à l'observatoire Canada-France-Hawaï.